# Samaria (regio)

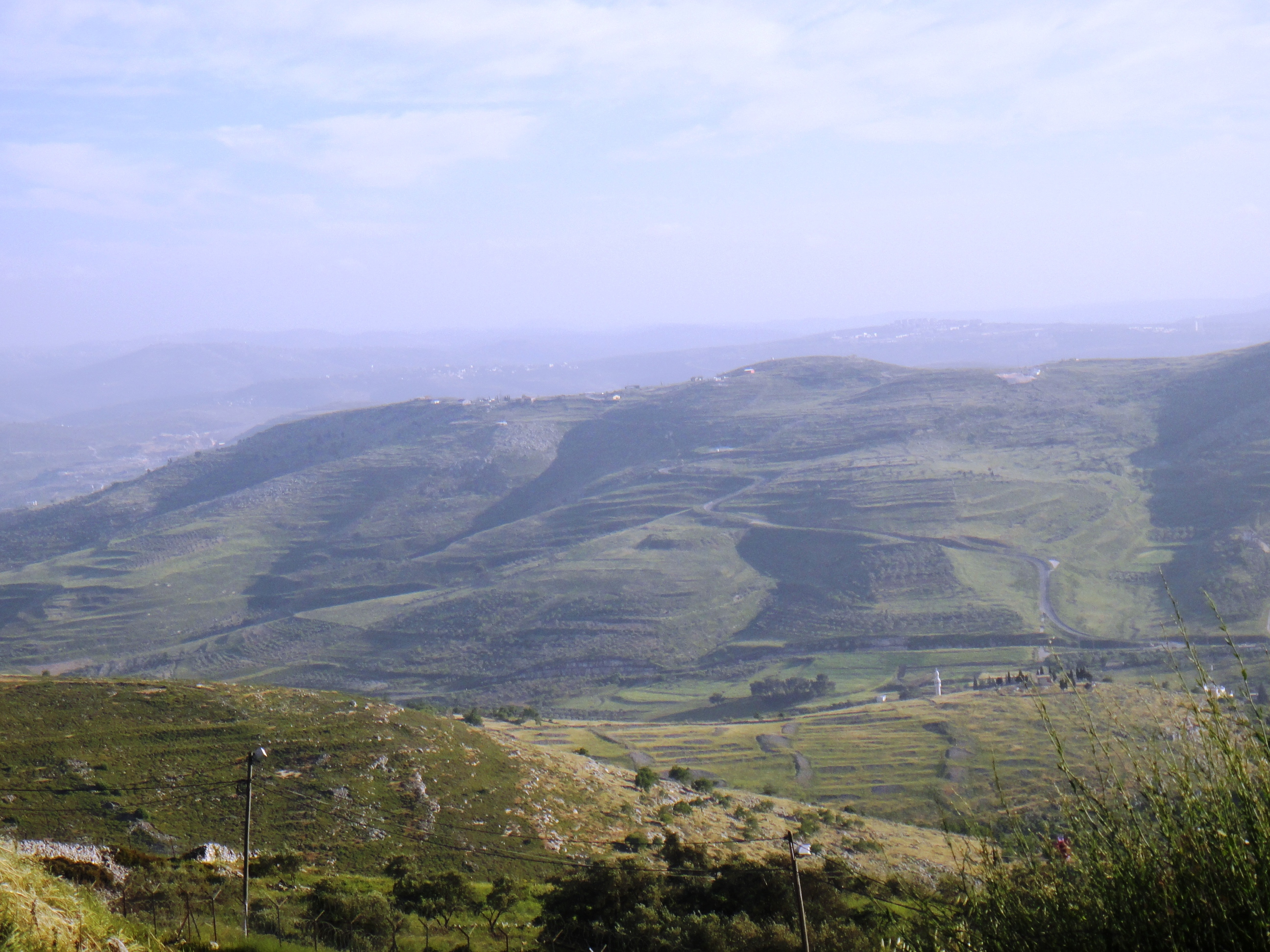
Heuvellandschap in Samaria, 2011

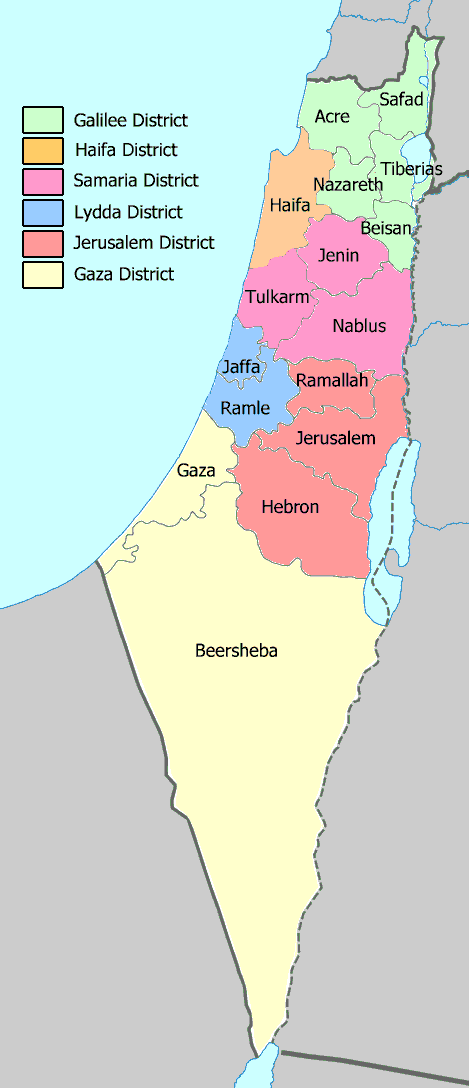
Districten van het Mandaatgebied Palestina, 1945

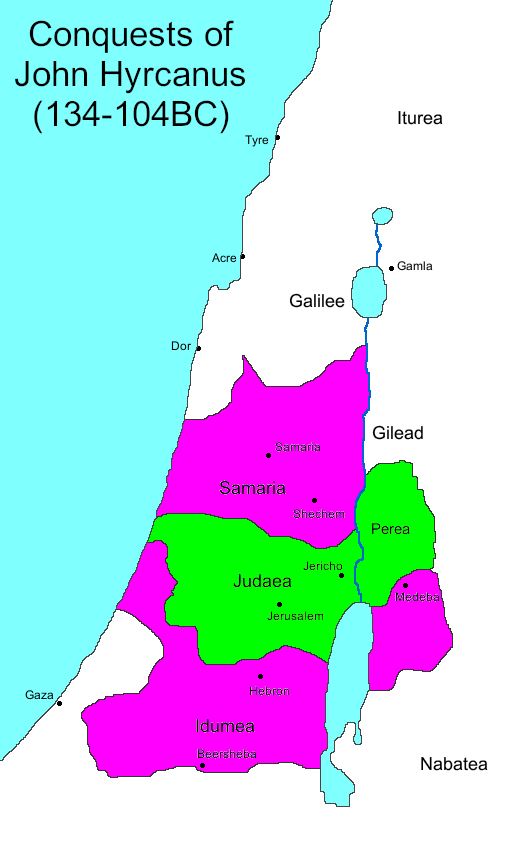
Hasmonees Koninkrijk onder Johannes Hyrkanus

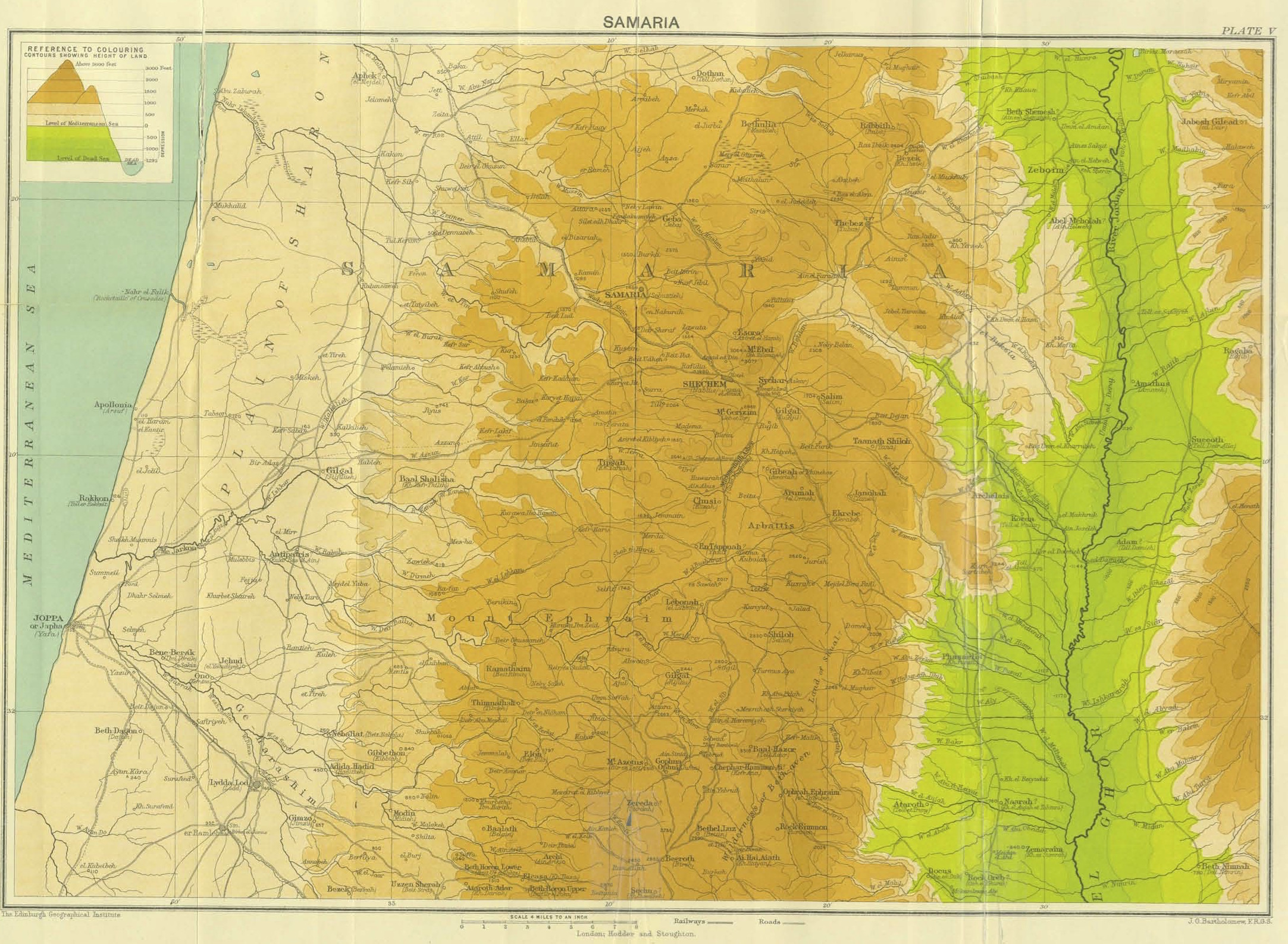
Samaria op een kaart uit 1894

Samaria is een streek in deels Israël en deels in het noorden van de Westelijke Jordaanoever in Palestina. In het noorden wordt Samaria begrensd door de Jizreëlvallei, in het oosten door het dal van de Jordaan en in het westen door het Karmelgebergte en de Sjaron. In het zuiden grenzen de heuvels van Samaria aan Judea.  Rond 800 v.Chr. werd met de naam van de stad Samaria de regio tussen de Middellandse Zee en de Jordaan aangeduid. De heuvels van Samaria zijn niet erg hoog en komen slechts hier en daar boven de 800 meter. Het klimaat van Samaria is milder dan dat van zuidelijker gelegen delen van het land.

## Geschiedenis
Tussen 930 en 722 v.Chr. ontstond het Koninkrijk Israël of Tienstammenrijk, dat later ook als Samaria bekend werd. Samaria was aanvankelijk een stad, in ca 879 v.Chr. door Omri gesticht als residentie Na de verovering door de Assyriërs in 721 v.Chr. werd Samaria een provincie van het Assyrische Rijk. Rond 108 v.Chr. voegde Johannes Hyrkanus Samaria toe aan de Joodse Hasmonese staat. In deze staat was Samaria een provincie naast Galilea, Judea, Idumea en Perea. Nadat de Romeinen Jeruzalem hadden ingenomen (63 v.Chr.) werd Judea een Romeins protectoraat. In 31 v.Chr. werd Samaria door de Romeinse commandant Octavianus afgestaan aan de Herodiaanse koning. Toen Octavianus zijn naam veranderde in Augustus kreeg de stad de naam Sebaste. Na de dood van Herodes (4 v.Chr.) werd deze aan zijn zoon gegeven. Toen de Romeinen uiteindelijk Judea annexeerden en het als provincie organiseerden in 6 v.Chr. werd de stad Samaria een van de centra ervan.
In de tijd van het Mandaatgebied Palestina was Samaria een district dat zich uitstrekte van de Middellandse Zee tot de Jordaan en de districten Nablus, Jenin en Toelkarem omvatte. Tegenwoordig wordt de naam Judea en Samaria (district) door Israël gebruikt om er het bestuur van de Israëlische nederzettingen op de Westelijke Jordaanoever mee aan te duiden.
Judea · Samaria · Galilea · Perea · Idumea · Dekapolis · Iturea · Batanea · Trachonitis · Auranitis · Gaulanitis